# Bryum anomodon
Bryum anomodon là một loài rêu trong họ Bryaceae. Loài này được Mont. mô tả khoa học đầu tiên năm 1857.